# Хюнтен, Эмиль
Иоганн Эмиль Хюнтен (нем. Johann Emil Hünten; 19 января 1827, Париж — 1 февраля 1902, Дюссельдорф, Пруссия) — немецкий художник, график и иллюстратор исторического жанра. Представитель «Дюссельдорфской школы» в немецкой живописи, художник-реалист.

## Жизнь и творчество
Родился в семье композитора Франца Хюнтена, дед художника Даниэль Хюнтен также был композитором. В молодости Эмиль проходил воинскую службу в прусской армии, в конно-артиллерийском полку близ Кобленца. Тогда же он впервые написал картины, изображающие лошадей и всадников. В 1854 году Хюнтен переезжает в Дюссельдорф. Там он брал уроки у художника исторического жанра Вильгельма Кампхаузена, вступил в творческий союз «Палитра художника» («Malkasten») и написал свою первую картину большого формата «Кирасиры» из времён прусского короля Фридриха II, а также продолжил писать полотна, посвящённые коням. После создания одной из своих наиболее известных картин — «Битва при Крефельде», художник постепенно перешёл к современной тематике. Во время войны с Данией в Шлезвиг-Гольштейне Хюнтен был призван в армию и участвовал в боях. Он был, наряду с В. Кампхаузеном, одним из немногих живописцев, имевших возможность увидеть этот вооружённый конфликт с самого начала. Участвовал также в войне 1866 года, находясь при этом в 17-м полку прусской Майнской армии.
В 1870-м году Хюнтен был награждён прусским принцем Фридрихом орденом Красного орла. Принц также предложил художнику сопровождать его штаб в военном походе против Франции. Во время франко-прусской войны находился в действующей германской армии, в военных лагерях, на полях сражений, что отразилось особой реалистичностью в изображении событий того времени. На прошедших художественных выставках в Берлине в 1872 году и в Вене в 1873 году картины Хюнтена были отмечены медалями. В 1878 году был принят в прусскую Академию искусств. В 1879 году становится профессором живописи. Работы Хюнтена были высоко оценены современниками. В частности, высокого мнения о реалистичности и исторической правде написанных им картин был писатель Теодор Фонтане.
Работы Хюнтена пользовались при его жизни большой популярностью и спросом среди высших слоёв прусского общества. Среди него постоянных клиентов был миллионер, производитель игристых вин и коллекционер Карл Вегелер. В 1878 году к художнику обратился канцлер Отто фон Бисмарк с личной просьбой написать картину, посвящённую битве при Гравелоте, в которой был ранен его сын, Герберт фон Бисмарк. Среди написанных им исторических картин были, впрочем, и созданные на фантастические сюжеты. Так, полотно «Арест императрицы Евгении прусскими солдатами» изображает «событие», которого никогда не происходило.
Скончался в результате инсульта. Один из его сыновей, Макс Хюнтен (1869—1936), также был художником.
Картины Эмиля Хюнтена хранятся во многих художественных музеях Германии — в галереях Берлина, Ганновера, Киля, Дюссельдорфа, Франкфурта-на-Майне и др.

## Галерея

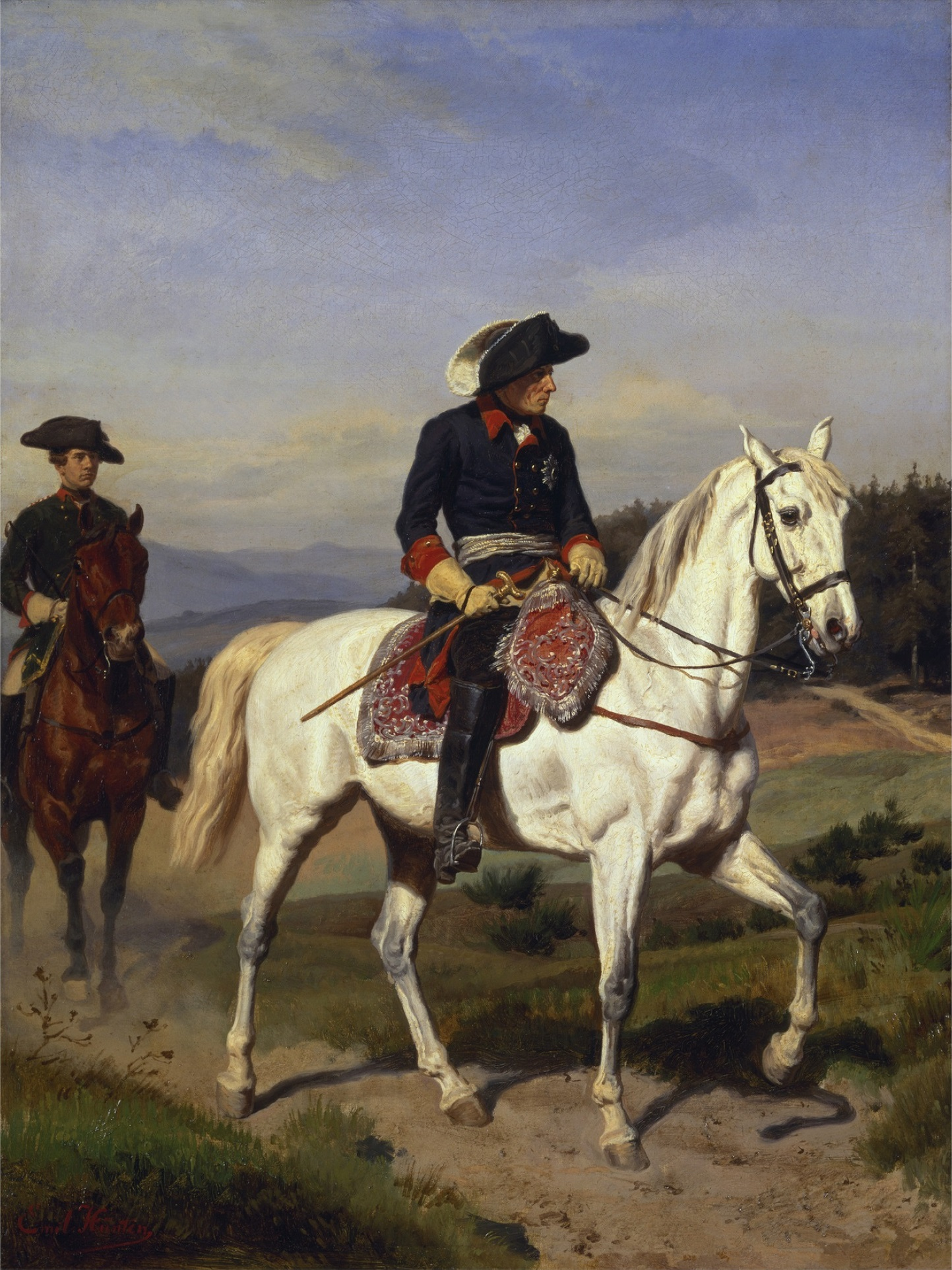
«Фридрих Великий под Швейдницем» (1865)
«Франко-прусская война. Французский вестовой.»
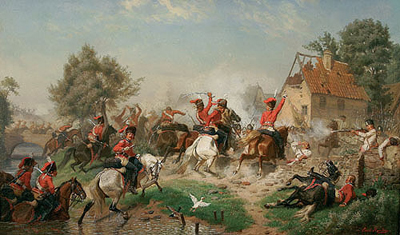
«Стычка всадников перед деревней»
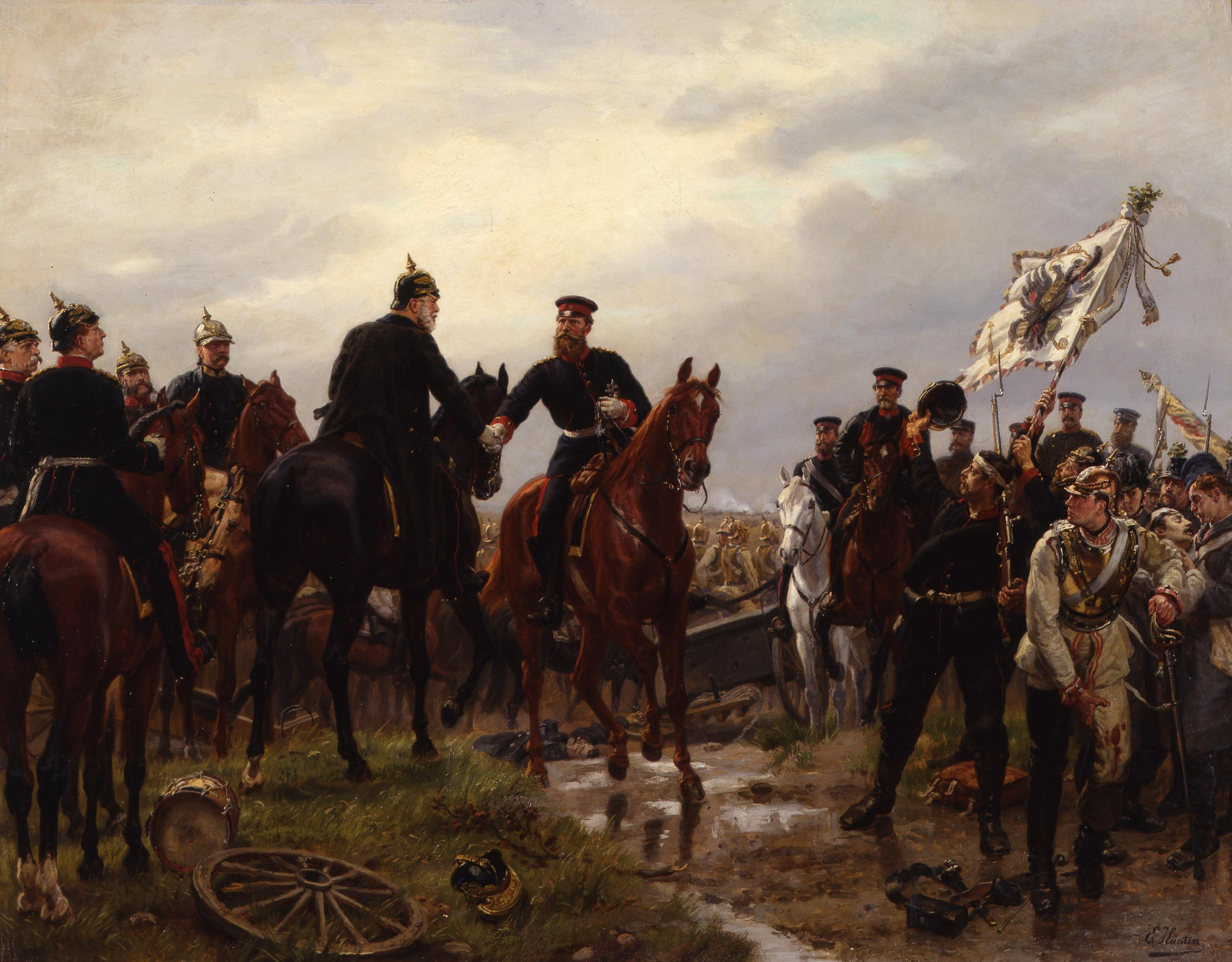
«Битва при Кёниггреце»
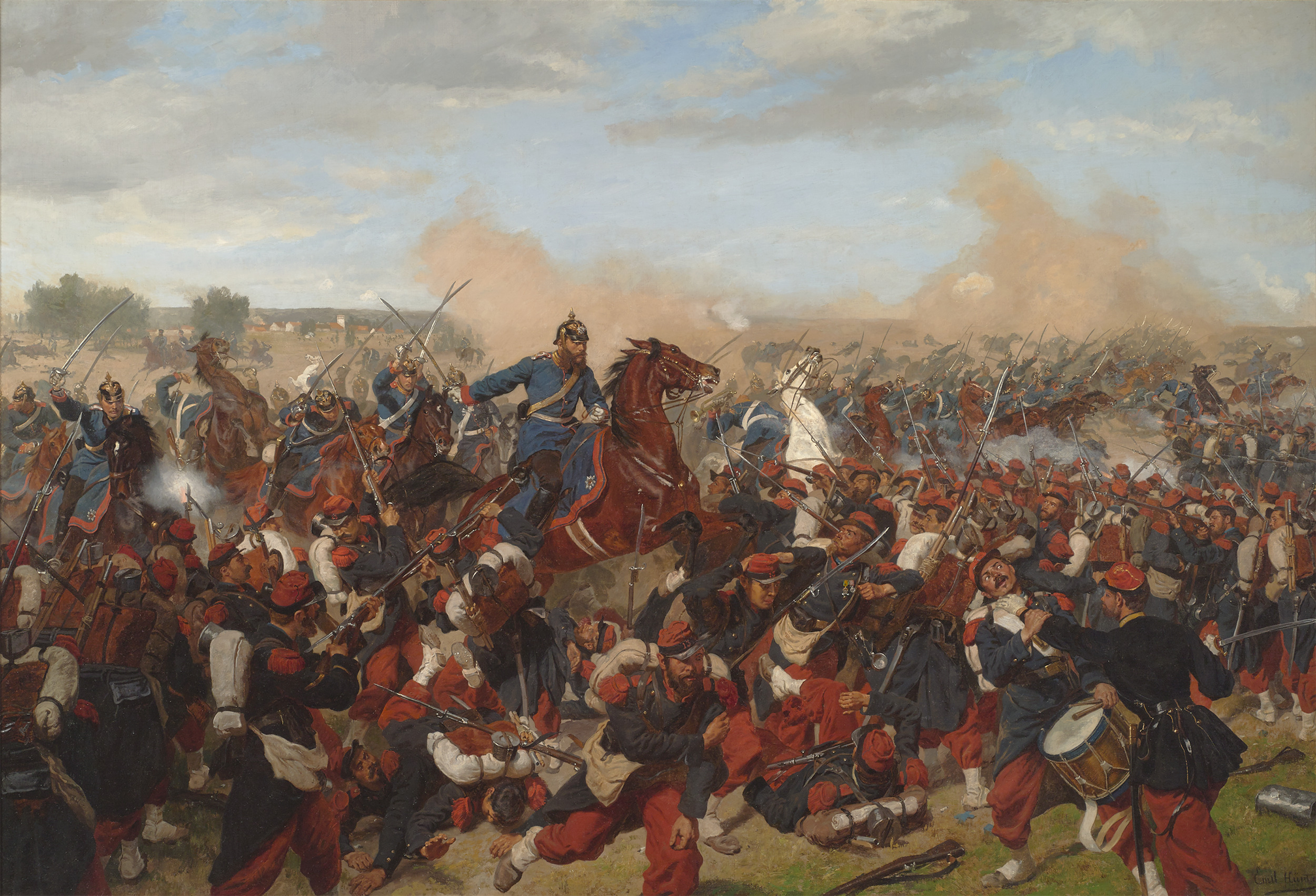
«Битва при Марс-ла-Туре 16 августа 1870 года»
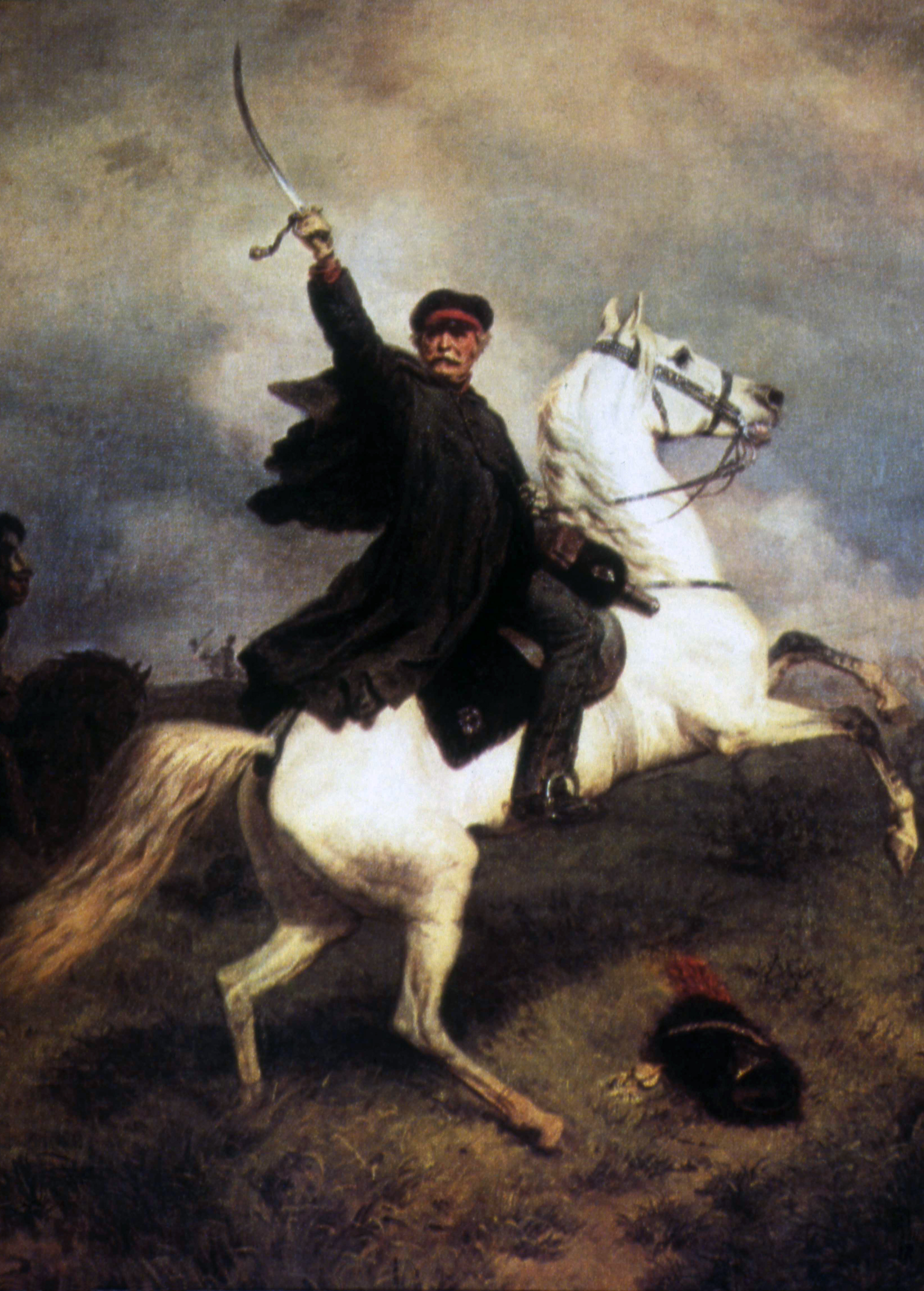
«Фельдмаршал Блюхер» (1863)